# Roadrunner Records
Pour les articles homonymes, voir Roadrunner.
Roadrunner Records est un label discographique américain de heavy metal, basé à New York. Il était à ses débuts un exportateur musical de heavy metal américain vers l’Europe. Le premier bureau américain de Roadrunner Records ouvre en 1986, leurs premiers grands succès seront Annihilator et King Diamond. Viennent ensuite Sepultura, Obituary, Megadeth et Slipknot, notamment. Roadrunner est un label Warner Music Group depuis 2006. En 2018, il est acquis et absorbé au sein de 300 Elektra Entertainment.

## Histoire

### Débuts et années 1990
Le label est fondé en 1980 aux Pays-Bas sous le nom de Roadracer Records,. Il se spécialise initialement dans l'importation d'albums composés par les groupes de metal nord-américain en Europe,. En 1986, Roadrunner ouvre ses bureaux à New York puis au Royaume-Uni, en Allemagne, en France, au Japon, en Australie, au Danemark, et encore plus tard au Canada. Les premiers succès du label incluent les albums des groupes King Diamond (le premier groupe du label à entrer au Billboard 200) et Annihilator. Le label s'est également occupé de la parution des albums de Metallica dans les régions scandinaves. 
La fin des années 1980 voit paraître deux albums mythiques : Slowly We Rot d'Obituary et Beneath the Remains de Sepultura. Des groupes émergent au début des années 1990 tels que Life of Agony, Machine Head, Suffocation, Type O Negative. Au fil des années, les groupes du label, en particulier Sepultura et Type O Negative, réussissent à élargir significativement son audience. Sepultura, avec l'album Chaos A.D. paru en 1993, devient le premier groupe de Roadrunner à atteindre le Top 40 Billboard. Type O Negative, lui, devient le premier groupe de Roadrunner à être certifié par RIAA ; leur album Bloody Kisses paru en 1993 est certifié disque d'or puis plus tard disque de platine. Le groupe est également le premier de chez Roadrunner à être diffusé à la radio. En 2000, Slipknot devient le premier groupe de chez Roadrunner à être certifié disque de platine. Nickelback représente également l'un des succès du label. Derek Shulman dirige le label jusqu'à la fin des années 1990.

### Années 2000
Le 11 octobre 2005, le label fête ses vingt-cinq ans avec la parution de l'album intitulé Roadrunner United (The All-Star Sessions), un album de 18 titres inédits, composé par quatre « capitains » : Joey Jordison (Slipknot, Murderdolls), Dino Cazares (ex-Fear Factory, ex-Brujeria), Robb Flynn (Machine Head) et Matthew Heafy (Trivium) et joués par 57 artistes issus de 45 groupes ayant signés au moins une fois dans leur carrière chez Roadrunner Records.
Le 19 décembre 2006, Warner Music Group signe un partenariat avec la société mère Roadrunner Music Group B.V. Ce contrat s'achève le 29 janvier 2007. Le 11 juin 2008, Roadrunner Records est voté « meilleur label de metal » par Metal Hammer aux Golden Gods Award. Cependant, Roadrunner est accusé de manque d'intérêt total concernant la musique alternative, du fait que le label ne se compose principalement que de célèbres groupes estampillés metalcore. Des groupes tels que Obituary,, Deicide, Death, Gorguts et Pestilence quittent le label à la suite de mauvais traitements. L'un des premiers artistes connus, King Diamond (à l'origine signé chez Roadrunner avec le groupe Mercyful Fate avant d'entamer sa carrière solo), quitte le label à cause d'un manque de support promotionnel pour l'album The Eye. Type O Negative quitte Roadrunner en 2006 à la suite d'une dispute concernant l'album composé « des meilleurs titres » du groupe, The Best of Type O Negative, commercialisé sans même les avoir prévenu, ce qui a mené le groupe à accepter une meilleure offre de la part de SPV Records. En 2008, le label tente d'éditer une vidéo Leeds United de la chanteuse de cabaret punk Amanda Palmer pour qu'elle paraisse plus mince, ce qui a causé un déluge de critiques parmi les fans. Le 6 avril 2010, Palmer annonce sur son compte Twitter son renvoi de Roadrunner. Les dernières plaintes en date concernant le label ont été effectuées par Megadeth.

### Années 2010–2020
Le 11 novembre 2010, Warner Music Group annonce l'acquisition des archives de Roadrunner. Roadrunner continuera à opérer sous son nom d'origine chez Warner, selon les sources officielles. Cees Wessels, le fondateur du label, reste le directeur général. Le 26 avril 2012, Warner Music Group annonce des coupes budgétaires quant aux opérations de Roadrunner Records lancées dans le monde. Selon les employés de la société, les bureaux britanniques et canadiens de Roadrunner Records devraient être fermées. L'annonce de la fermeture des bureaux néerlandais s'est également faite.
En juin 2018, Roadrunner devient un sous-label de la division Elektra Music Group de Warner. En juin 2022, Elektra Music Group, et par la suite Roadrunner, a été fusionné dans le nouveau groupe de labels 300 Elektra Entertainment,.

## Critiques
Depuis les années 1990, Roadrunner Records a été critiqué par plusieurs de ses anciens élèves à propos de ses contrats d'enregistrement, de ses pratiques commerciales et de la gestion et de la promotion de ses sorties. Parmi les groupes et artistes qui ont critiqué Roadrunner, citons Megadeth, Slipknot,, Obituary, Opeth, Chimaira, Vision of Disorder et Sepultura,.